# 第4航空群
第4航空群（だいよんこうくうぐん、英称：Fleet Air Wing 4）とは、海上自衛隊の航空集団隷下の航空部隊（航空群）の一つであり、厚木航空基地（神奈川県綾瀬市）に配備されている。群司令は海将補（二）をもって充てられている。

## 沿革
- 1962年（昭和37年）9月1日：下総航空基地に「第4航空群」が新編、航空集団隷下に編入。「第3航空隊」が第1航空群から編入。

※ 新編時の編成（司令部・第3航空隊（P2V-7×9機）・第4支援整備隊・下総航空基地隊）
- 1963年（昭和38年）
  - 3月15日：「第51航空隊」が第2航空群から編入。
  - 3月31日：「第14航空隊」（S2F-1）が徳島航空基地にて新編。5月6日下総に移動。
- 1965年（昭和40年）10月10日：台風29号によりマリアナ沖で日本漁船7隻が遭難、捜索救助のためP2V-7×10機（4空群×6機、2空群×4機）が災害派遣された。※固定翼部隊の実任務による初の海外派遣[2]
- 1968年（昭和43年）6月26日：「硫黄島航空基地分遣隊」及びその隷下部隊として「南鳥島航空派遣隊」を新編。
- 1969年（昭和44年）7月29日：第51航空隊が航空集団直轄へ編成替え。
- 1971年（昭和46年）6月25日：「厚木航空基地分遣隊」を新編。
- 1973年（昭和48年）
  - 10月16日：厚木航空基地分遣隊が廃止。「厚木航空基地隊」を新編。
  - 12月25日：第4航空群が厚木航空基地に移転。
- 1974年（昭和49年）7月6日：第3航空隊にP-2Jが配備開始。
- 1981年（昭和56年）7月15日：第14航空隊が廃止。
- 1982年（昭和57年）3月27日：「硫黄島救難飛行隊」を新編、硫黄島航空基地分遣隊に編入。
- 1983年（昭和58年）3月30日：「第6航空隊」がP-3C哨戒機×6機により新編。※海上自衛隊初のP-3C部隊の新編（マザースコードロン）
- 1984年（昭和59年）5月10日：第3航空隊にP-3Cが配備開始。
- 1985年（昭和60年）1月10日：第3航空隊でのP-2Jの運用が終了。
- 1992年（平成 4年）  4月10日：硫黄島航空基地分遣隊が「硫黄島航空基地隊」に改編。
- 1998年（平成10年）12月8日：補給整備部門の組織改編により第4支援整備隊を「第4整備補給隊」に改編。
- 2008年（平成20年）3月26日：体制移行による部隊改編。

1. 第3航空隊、第6航空隊を廃止、統合し「第3航空隊」を新編。厚木救難飛行隊が廃止。
2. 硫黄島救難飛行隊は第21航空群隷下に編入され「第73航空隊硫黄島航空分遣隊」に改編。

- 2009年（平成21年）5月28日：P-3C哨戒機2機が第1次派遣海賊対処航空部隊としてジブチに派遣。
- 2015年（平成27年）3月23日：P-1哨戒機が第3航空隊に配備。
- 2017年（平成29年）8月29日：第3航空隊でのP-3C哨戒機の運用が終了し、P-1哨戒機への移行完了[3]。
- 2018年（平成30年）
  - 3月23日：航空部隊の改編。

  1. 航空集団直轄の第61航空隊の第61列線整備隊及び第3航空隊の第3列線整備隊と第4整備補給隊の第41検査隊及び第42検査隊を廃止・統合し、第4整備補給隊に「第41機側整備隊」及び「第42機側整備隊」が新編。
  2. 厚木航空基地隊の警衛隊、運航隊地上救難班、管理隊車両班が統合され「厚木航空警備隊」に改編。

  - 12月20日：能登半島沖のEEZ内で警戒監視中の第4航空群所属のP-1哨戒機が韓国海軍駆逐艦「広開土大王」（クァンゲトデワン）から火器管制レーダーの照射を受けた[4]（韓国海軍レーダー照射問題）

## 司令部編成
司令部は、厚木航空基地に設置されている。

## 部隊編成
- 第3航空隊（厚木航空基地）
  - 隊本部
  - 第31飛行隊・第32飛行隊：P-1（コールサイン "SEA EAGLE"）

- 第4整備補給隊（厚木航空基地）
  - 隊本部
  - 第4航空機整備隊
  - 第4電子整備隊
  - 第4武器整備隊
  - 第41機側整備隊
  - 第42機側整備隊
  - 第4補給隊

- 厚木航空基地隊（厚木航空基地）
  - 隊本部
  - 厚木管理隊
  - 厚木航空警備隊
  - 厚木運航隊
  - 厚木経理隊
  - 厚木厚生隊
  - 厚木航空衛生隊

- 硫黄島航空基地隊（硫黄島航空基地）
  - 隊本部
  - 硫黄島管理隊
  - 硫黄島運航隊
  - 硫黄島補給隊
  - 硫黄島航空衛生隊
  - 南鳥島航空派遣隊（南鳥島航空基地）

## 主要幹部
| 官職名               | 階級    | 氏名     | 補職発令日     | 前職                    |
| -------------------- | ------- | -------- | -------------- | ----------------------- |
| 第4航空群司令        | 海将補  | 鈴木克哉 | 2025年03月24日 | 第22航空群司令          |
| 首席幕僚             | 1等海佐 | 藤本典法 | 2023年12月18日 | 第51航空隊副長          |
| 第3航空隊司令        | 1等海佐 | 加藤太輔 | 2025年03月24日 | 第3航空隊副長           |
| 第4整備補給隊司令    | 1等海佐 | 木村孝行 | 2024年03月21日 | 第2航空修理隊司令       |
| 厚木航空基地隊司令   | 1等海佐 | 北原浩一 | 2025年06月01日 | 第5航空群司令部首席幕僚 |
| 硫黄島航空基地隊司令 | 1等海佐 | 宮崎研三 | 2024年04月05日 | 第201教育航空隊司令     |

| 代 | 氏名       | 在職期間                | 出身校・期                     | 前職                                           | 後職                                                                  | 備考                                |
| -- | ---------- | ----------------------- | ------------------------------ | ---------------------------------------------- | --------------------------------------------------------------------- | ----------------------------------- |
| 01 | 阿部平次郎 | 1962.9.1 - 1964.7.15    | 海兵61期                       | 鹿屋教育航空群司令 →1962.7.16 航空集団司令部付 | 第1航空群司令                                                         | 就任時1等海佐 1964.1.1 海将補昇任   |
| 02 | 内田 泰    | 1964.7.16 - 1964.12.15  | 海兵64期                       | 鹿屋教育航空群司令 →1963.9.1 海上幕僚監部付    | 第2航空群司令                                                         | 1等海佐                             |
| 03 | 岡嶋清熊   | 1964.12.16 - 1965.11.15 | 海兵63期                       | 防衛大学校教授 →1964.5.1 教育航空集団司令部付  | 自衛艦隊司令部付 →1966.5.16 東京業務隊付 →1966.7.1 退職（海将補昇任） | 1等海佐                             |
| 04 | 日辻常雄   | 1965.11.16 - 1967.12.15 | 海兵64期                       | 海上幕僚監部防衛部                             | 海上幕僚監部防衛部付 →1968.12.31 退職                                 | 就任時1等海佐 1967.1.1 海将補昇任   |
| 05 | 宮武 豊    | 1967.12.16 - 1969.4.15  | 海兵65期                       | 防衛研修所所員                                 | 第2航空群司令                                                         | 1等海佐                             |
| 06 | 宮嶋尚義   | 1969.4.16 - 1970.6.30   | 海兵66期                       | 航空集団司令部幕僚長                           | 第2航空群司令                                                         | 就任時1等海佐 1970.1.1 海将補昇任   |
| 07 | 肥田真幸   | 1970.7.1 - 1971.7.4     | 海兵67期                       | 航空集団司令部幕僚長                           | 第1航空群司令                                                         |                                     |
| 08 | 香取頴男   | 1971.7.5 - 1972.6.30    | 海兵70期                       | 航空集団司令部幕僚長                           | 海上幕僚監部調査部長                                                  |                                     |
| 09 | 青木国雄   | 1972.7.1 - 1974.6.30    | 海兵70期                       | 航空集団司令部幕僚長                           | 横須賀地方総監部幕僚長                                                |                                     |
| 10 | 松井 操    | 1974.7.1 - 1976.6.30    | 海兵73期                       | 海上幕僚監部総務部人事課長                     | 統合幕僚学校副校長                                                    |                                     |
| 11 | 曾禰慎吉   | 1976.7.1 - 1978.3.15    | 横浜高工・ 予飛13期            | 第61航空隊司令                                 | 海上幕僚監部付 →1978.4.19 退職                                        | 就任時1等海佐 1977.1.17 海将補昇任  |
| 12 | 河野忠雄   | 1978.3.16 - 1979.12.4   | 海兵73期                       | 小月教育航空群司令                             | 海上幕僚監部付 →1980.3.17 退職                                        | 就任時1等海佐 1978.7.1 海将補昇任   |
| 13 | 重野正夫   | 1979.12.5 - 1981.6.30   | 海兵75期・ 中央大学 昭和27年卒 | 大村航空隊司令                                 | 教育航空集団司令官                                                    | 就任時1等海佐 1980.1.1 海将補昇任   |
| 14 | 古閑健一郎 | 1981.7.1 - 1983.1.19    | 熊本大・ 3期幹候               | 航空集団司令部幕僚長                           | 航空集団司令部付 →1983.2.16 教育航空集団司令官                        |                                     |
| 15 | 東山収一郎 | 1983.1.20-1984.1.16     | 東京水産大・ 4期幹候           | 海上幕僚監部防衛部長                           | 自衛艦隊司令部幕僚長                                                  |                                     |
| 16 | 寺井愛宕   | 1984.1.17 - 1985.6.30   | 海保大2期・ 6期幹候            | 第2航空群司令                                  | 教育航空集団司令官                                                    |                                     |
| 17 | 齊藤又三郎 | 1985.7.1 - 1987.7.6     | 防大2期                        | 海上幕僚監部防衛部防衛課長                     | 統合幕僚会議事務局第2幕僚室長                                         |                                     |
| 18 | 名倉忠昭   | 1987.7.7 - 1988.7.6     | 防大2期                        | 航空集団司令部幕僚長                           | 呉地方総監部幕僚長                                                    |                                     |
| 19 | 川村純彦   | 1988.7.7 - 1990.3.15    | 防大4期                        | 第5航空群司令                                  | 統合幕僚学校副校長                                                    |                                     |
| 20 | 松本哲雄   | 1990.3.16 - 1991.6.30   | 防大5期                        | 第1航空群司令                                  | 教育航空集団司令官                                                    |                                     |
| 21 | 仲摩徹彌   | 1991.7.1 - 1993.6.30    | 防大10期                       | 第5航空群司令部首席幕僚                        | 統合幕僚会議事務局第4幕僚室長                                         |                                     |
| 22 | 大西秀男   | 1993.7.1 - 1996.3.24    | 防大8期                        | 鹿屋航空基地隊司令                             | 横須賀地方総監部幕僚長                                                |                                     |
| 23 | 三谷保宏   | 1996.3.25 - 1997.6.30   | 防大10期                       | 教育航空集団司令部幕僚長                       | 統合幕僚学校副校長                                                    |                                     |
| 24 | 梅野 正    | 1997.7.1 - 1999.3.28    | 防大11期                       | 航空集団司令部幕僚長                           | 大湊地方総監部幕僚長                                                  |                                     |
| 25 | 荒川堯一   | 1999.3.29 - 2001.3.26   | 防大16期                       | 航空集団司令部幕僚長                           | 第1航空群司令                                                         |                                     |
| 26 | 赤星慶治   | 2001.3.27 - 2002.3.21   | 防大17期                       | 海上幕僚監部監理部総務課長                     | 海上幕僚監部監理部長                                                  |                                     |
| 27 | 志賀洋介   | 2002.3.22 - 2003.3.26   | 防大16期                       | 海上幕僚監部調査部調査第1課長                  | 第1航空群司令                                                         |                                     |
| 28 | 仲井隆夫   | 2003.3.27 - 2005.1.11   | 防大15期                       | 第21航空群司令                                 | 退職                                                                  |                                     |
| 29 | 小川幸一   | 2005.1.12 - 2007.12.2   | 防大19期                       | 第51航空隊司令                                 | 統合幕僚学校副校長                                                    |                                     |
| 30 | 高橋和男   | 2007.12.3 - 2009.7.20   | 防大19期                       | 統合幕僚学校副校長                             | 退職                                                                  |                                     |
| 31 | 佐藤 誠    | 2009.7.21 - 2011.8.4    | 防大26期                       | 海上幕僚監部人事教育部 人事計画課長            | 海上幕僚監部監察官                                                    |                                     |
| 32 | 菊地 聡    | 2011.8.5 - 2012.7.25    | 防大28期                       | 航空集団司令部幕僚長                           | 統合幕僚学校副校長                                                    |                                     |
| 33 | 森田義和   | 2012.7.26 - 2014.8.4    | 防大30期                       | 航空集団司令部訓練主任幕僚                     | 航空集団司令部幕僚長                                                  |                                     |
| 34 | 二川達也   | 2014.8.5 - 2016.6.30    | 防大32期                       | 大湊地方総監部幕僚長                           | 海上自衛隊幹部学校副校長                                              |                                     |
| 35 | 松本 完    | 2016.7.1 - 2017.12.19   | 防大35期                       | 海上幕僚監部人事教育部 人事計画課長            | 航空集団司令部幕僚長                                                  |                                     |
| 36 | 金嶋浩司   | 2017.12.20 - 2019.12.19 | 防大36期                       | 海上幕僚監部人事教育部 人事計画課長            | 第5航空群司令                                                         |                                     |
| 37 | 平木拓宏   | 2019.12.20 - 2021.3.25  | 防大33期                       | 第51航空隊司令                                 | 第31航空群司令                                                        |                                     |
| 38 | 金山哲治   | 2021.3.26 - 2023.8.28   | 防大38期                       | 海上幕僚監部人事教育部 厚生課長                | 航空集団司令部付 →2023.12.22 舞鶴地方総監部幕僚長                     |                                     |
| 39 | 德留秀和   | 2023.8.29 - 2025.3.23   | 早稲田大・ 49期幹候            | 海上幕僚監部人事教育部 人事計画課長            | 防衛監察本部監察官                                                    | 就任時1等海佐 2023.12.22 海将補昇任 |
| 40 | 鈴木克哉   | 2025.3.24 -             | 防大40期                       | 第22航空群司令                                 |                                                                       |                                     |